# Roizy
Roizy település Franciaországban, Ardennes megyében. Lakosainak száma 220 fő (2022. január 1.). Roizy Aire, Asfeld, L’Écaille, Saint-Loup-en-Champagne, Sault-Saint-Remy és Boult-sur-Suippe községekkel határos.

## Népesség
A település népessége az elmúlt években az alábbi módon változott:
| Lakosok száma | 260  | 197  | 205  | 238  | 231  | 220  | 219  | 220  | 221  | 220  |
|               | 1968 | 1982 | 1990 | 2006 | 2013 | 2015 | 2017 | 2019 | 2020 | 2022 |